# گروسریندرفلد
گروسریندرفلد (به آلمانی: Großrinderfeld) یک شهر در آلمان است که در ماین-تاوبر واقع شده‌است. گروسریندرفلد ۴٬۰۸۱ نفر جمعیت دارد.